# Estádio Municipal Eduardo José Farah
Das Estádio Municipal Eduardo José Farah ist ein Stadion in der brasilianischen Stadt Presidente Prudente. Es bietet Platz für 44.414 Zuschauer und diente dem Verein Grêmio Prudente von 2010 bis Mai 2011 als Heimstätte.

## Geschichte
Das Estádio Municipal Eduardo José Farah wurde im Jahre 1982 erbaut und am 12. Oktober des gleichen Jahres eröffnet. Zum ersten Spiel im neuen Stadion trafen sich EC Corinthians aus Presidente Prudente und der FC Santos zu einem Freundschaftsspiel, das der FC Santos mit 1:0 für sich entscheiden konnte. Bei diesem Spiel erzielte der Santos-Spieler Paulinho das erste Tor im neuen Stadion.
Lange Zeit wurde das Estádio Municipal Eduardo José Farah von einigen regionalen Vereinen aus Presidente Prudente für Fußballspiele in den unteren Spielklassen Brasiliens und für Spiele der Meisterschaften im Bundesstaat São Paulo. Im Jahre 2010 zog der Verein Grêmio Barueri nach Presidente Prudente um, da man in Barueri keine Unterstützung durch die Stadtverwaltung bekam. Seit der Erstligasaison 2010 nutzte der Verein das Estádio Municipal Eduardo José Farah als Austragungsort für Heimspiele. Zuvor spielte der Verein in der Arena Barueri.
Das Estádio Municipal Eduardo José Farah bietet Platz für 44.414 Zuschauer. Zum Zeitpunkt der Erbauung Anfang der Achtzigerjahre betrug die maximale Kapazität 20.000 Zuschauerplätze. Im Jahre 2001 erhöhte sich das Fassungsvermögen des Stadions im Zuge einer Renovierung auf 50.000 Plätze. Später wurde die Kapazität wieder auf die heute gültigen 44.414 Zuschauer herabgesetzt. Der Zuschauerrekord im Stadion datiert vom 3. März 1996, als 45.972 Zuschauer ein Spiel zwischen Palmeiras und Corinthians São Paulo im Rahmen der Staatsmeisterschaft von São Paulo besuchten.